# Кононенко, Григорий Иосифович
Григорий Иосифович Кононенко (укр. Григорій Йосипович Кононенко; 13 марта 1938, Золотая Нива, Сталинская область — 5 мая 2006, Киев) — советский и украинский театральный режиссёр, актёр, сценарист, сценограф

, педагог, профессор. Заслуженный деятель искусств Украинской ССР (1973). Народный артист Украинской ССР (1979). Основатель Днепропетровского театра юного зрителя имени Ленинского комсомола (1969), ныне Днепропетровский академический областной украинский молодёжный театр.

## Биография
Родился 13 марта 1938 года в селе Золотая Нива, Великоновосёлковский район, Сталинская область, Украинская ССР.
В 1965 году окончил Харьковский институт искусств. Работал в театрах Харькова, Днепропетровска, Николаева, Кривого Рога.
В 1964—1969 годах — режиссёр-постановщик Харьковского украинского драматического театра имени Т. Шевченко. В 1969—1984 годах — главный режиссёр Днепропетровского ТЮЗа, в котором одновременно до 1984 года работал художником-постановщиком, сценаристом; в 1972—1982 годах — руководитель актёрских курсов Днепропетровского театрального училища.
В 1984—1987 годах — главный режиссёр Киевского театра русской драмы имени Леси Украинки.
С 1984 года преподавал в Киевском институте театрального искусства имени И. Карпенко-Карого. По совместительству в 1999—2006 годах — профессор кафедры актёрского искусства и режиссуры драмы.
С 2003 года — художественный руководитель курса Киевского колледжа театра и кино.
Умер 5 мая 2006 года в Киеве.

## Творческая деятельность
Режиссёрской манере были присущи острая сатиричность, тонкий юмор, ирония, которые переплетались с нежностью и открытием необычного; его постановкам присущи возвышенность мысли, гражданская страсть. Был актёром широкого диапазона, чрезвычайно харизматичным, исполнял острохарактерные роли, склонные к фарсовому и гротескному решению рисунка роли с динамичной манерой исполнения.
Снимался в кино.

### Фильмография
- 1988 — Прошедшее вернуть — Анатольев, жандармский следователь
- 1979 — Поезд чрезвычайного назначения — эпизод
- 1970 — Узники Бомона — фон Фосс

### Избранные режиссёрские работы
Днепропетровский театр юного зрителя
- «Зайка-Зазнайка»,
- «До свидания, мальчики!»,
- «Сокровища Флинта»,
- «Рожденные бурей»,
- «Недоросль»,
- «Коммунист»,
- «На всякого мудреца довольно простоты»,
- «Брат Алеша»,
- «Я пришел дать вам волю»,
- «Репортаж с петлей на шее»,
- «Ваня Солнцев»,
- «Божественная комедия»

Киевский театр русской драмы имени Леси Украинки
- «На всякого мудреца довольно простоты» Островского (1976)
- «Коммунист» по Габриловичу (1976)
- «Остров сокровищ» по Стивенсону (1985)
- «Иван да Марья» Кудрявцева (1987)
- «Сто тысяч» Карпенко-Карого (1989)
- «Ричард ІІІ» Шекспира (1991)
- «Плутни Скапена» Мольера (1991)
- «Мария Тюдор» Гюго (1994)

Поставил ряд спектаклей по собственным сценариям: «Салют» (1972), «Тяжёлая кровь» (1982).

## Награды
- Заслуженный деятель искусств Украинской ССР;
- Народный артист Украинской ССР (1979);
- Диплом 1-й степени Министерства культуры СССР и Всероссийского театрального общества (1973);
- Диплом 1-й степени Министерства культуры СССР (1976).